# New Jersey Turnpike

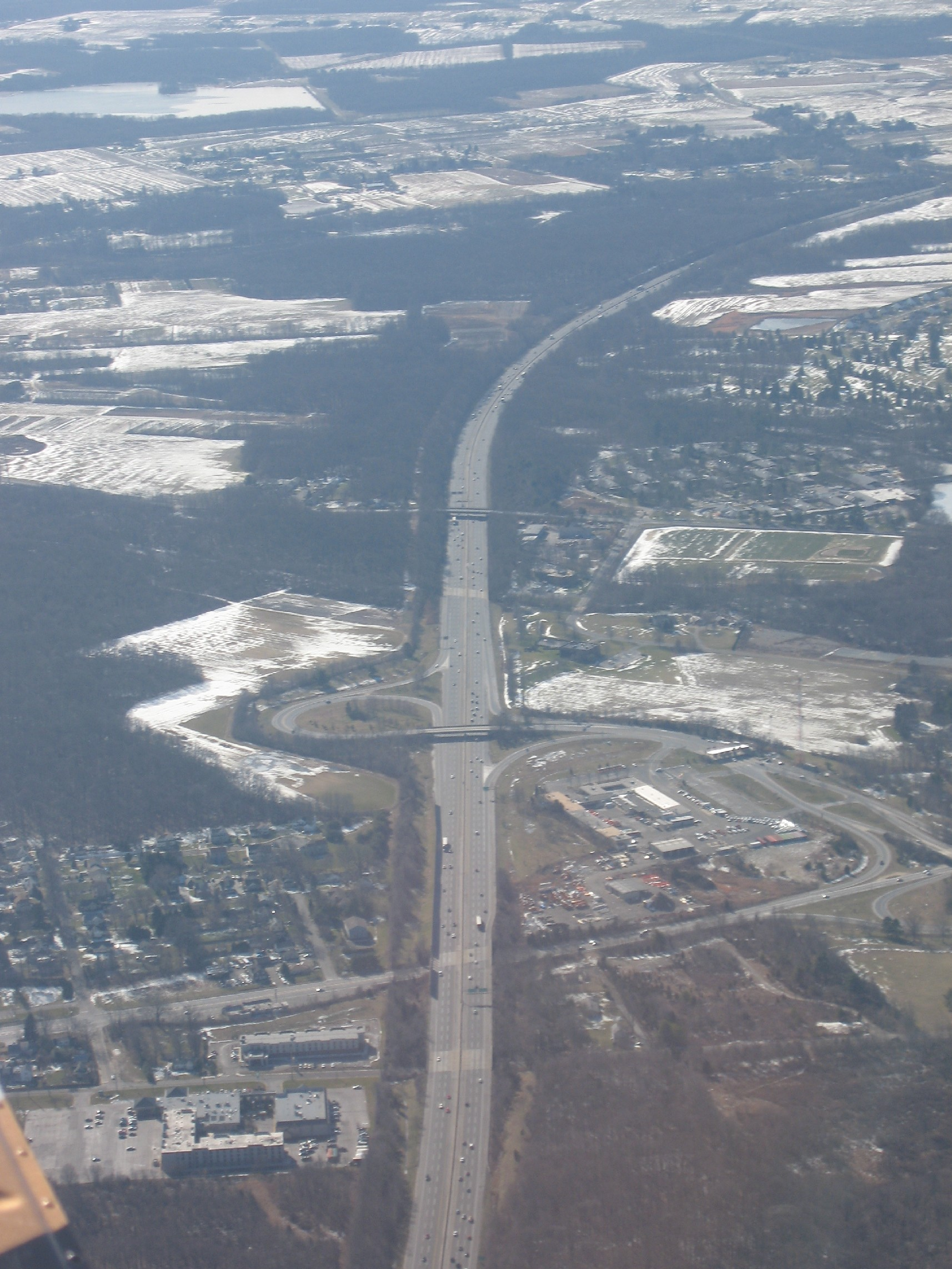
Luftansicht des NJ Turnpike in der Nähe von Trenton

Der New Jersey Turnpike, auch als The Turnpike (turnpike deutsch: Mautstraße) bekannt, ist eine der am stärksten befahrenen Straßen in den Vereinigten Staaten. Die gebührenpflichtige Autobahn ist 197 km (122 mi) lang und Bestandteil des Interstate-Highway-Systems (hauptsächlich als Interstate 95).

## Geschichte
Erste Pläne zum Bau eines Highways gab es schon Ende der 1930er Jahre, allerdings verhinderte der Ausbruch des Zweiten Weltkrieges eine schnelle Realisierung des Projekts. Deshalb wurde der Turnpike erst zwischen 1950 und 1952 innerhalb von nur 23 Monaten gebaut. Einige der verwendeten Standards, wie die 3,7 m (12 Fuß) breiten Fahrspuren, wurden beim Bau der Interstate Highways übernommen.

### Tödliche Verkehrsunfälle
- Der 86-jährige Mathematiker und Wirtschaftsnobelpreisträger John Nash starb im Mai 2015 mit seiner Ehefrau auf dem New Jersey Turnpike bei einem Verkehrsunfall. Er war aus Norwegen, wo ihm der Abelpreis verliehen worden war, in die USA zurückgekehrt und war im Taxi auf dem Weg nach Hause.

## Verlauf
Der New Jersey Turnpike beginnt im Nordosten an der George Washington Bridge, die den Hudson River überquert und so New York mit Jersey City verbindet, und führt dann – teilweise in zwei eigenständige Autobahnen aufgeteilt – durch Jersey City. Kurz vor Jersey City überquert er das Sumpfgebiet der New Jersey Meadowlands über eine lange Brücke. Zwischen den Ausfahrten 14 und 15, nahe dem Flughafen Newark, hat er bis zu 18 (mit Abbiegespuren bis zu 22) Fahrspuren. Ab Jersey City (Ausfahrt 15) besteht der Turnpike aus 4 getrennten Bahnen mit je 2–4 Fahrspuren, die in Lkw- und Pkw-Bahnen getrennt sind. Am Südende des Ballungsgebiets New Jersey (Ausfahrt 11) kreuzt er den Garden State Parkway, ebenfalls eine mautpflichtige Autobahn, und ist ab Ausfahrt 8 wieder wie eine normale Autobahn aufgebaut, d. h., er hat 2 Bahnen mit je 3 Fahrspuren.
Weiter führt er über Trenton, wo auch der in Richtung Westen führende Pennsylvania Turnpike (Interstate 276/76) beginnt. Ab hier besteht auch die Interstate 295, die als mautfreie Alternative weitgehend parallel verläuft. Gleichzeitig endet die Auszeichnung als Interstate 95. Weiter führt er an Philadelphia vorbei und vereinigt sich wieder mit der parallel verlaufenden Interstate 295. Kurz darauf endet an der Südwestgrenze New Jerseys mit Delaware der Turnpike auf der Delaware Memorial Bridge. Hier beginnt dann der weiter in Süden (Richtung Washington, D.C.) führende Delaware Turnpike.

## Mautsystem
Der New Jersey Turnpike besitzt ein geschlossenes Mautsystem, das heißt an jeder Anschlussstelle steht eine Mautstelle, wo der Fahrer bei der Einfahrt eine Mautkarte zieht und bei der Ausfahrt die Benutzungsgebühr in Bargeld begleicht. Die gefahrene Strecke erkennt der Beamte anhand der Lochung der Mautkarte. Kreditkarten werden nicht akzeptiert.
Seit 2002 kann die Maut auch mit einem elektronischen System beglichen werden, das sich E-ZPass nennt. Die Benutzer bringen an der Windschutzscheibe einen batteriebetriebenen RFID-Tag an, der an den Zahlstellen bei langsamer Fahrt ausgelesen wird. Der Benutzer muss eine Vorauszahlung auf ein Konto leisten, von dem die Mautgebühr abgebucht wird. Das E-ZPass-Konto kann auch mit Kreditkarte bezahlt werden.

## In der Populärkultur
- Im Spielfilm Being John Malkovich aus dem Jahre 1999 gelingt es einigen Figuren, für 15 Minuten in das Gehirn John Malkovichs einzudringen. Anschließend werden die Personen am New Jersey Turnpike wieder „ausgespuckt“.[1]
- Am Ende des Films The Wanderers fahren die Protagonisten auf dem New Jersey Turnpike.
- Der New Jersey Turnpike ist im Vorspann der amerikanischen Erfolgsserie Die Sopranos zu sehen.[2]
- Bruce Springsteens Lied State Trooper beschreibt die Fahrt auf dem New Jersey Turnpike. Ebenso wird der Turnpike in dem Lied Open All Night erwähnt.[3]
- Simon and Garfunkels Lied America erwähnt den New Jersey Turnpike.[4]